# Diagram struktury produktów
Diagram struktury produktów jest to część planu ilustrująca hierarchiczną strukturę wszystkich produktów, które mają być wytworzone w trakcie jego realizacji.